# Sinnelagsetik
Sinnelagsetik är ett förhållningssätt som innebär att en handlings moraliska värde avgörs av vilken avsikt eller motiv som den som utför handlingen hade vid tillfället för dess utförande.
Sinnelagsetiken är motsatt konsekvensetiken som ser en handlings moraliska värde efter dess konsekvenser. Sinnelagsetik ska inte blandas ihop med dygdetik.
Inom sinnelagsetiken anses aktörens inställning till medmänniskan vara avgörande för om handlingen är moraliskt korrekt eller inte. Inom sinnelagsetiken måste inte alltid den goda avsikten nödvändigtvis leda till goda konsekvenser ur en konsekvensetisk synpunkt. Till exempel kan någon motivera sina handlingar genom att hävda att de dödade människor i Guds namn.